# 清水達正
清水 達正（しみず たつまさ、1934年 - 1983年5月10日）は東京都出身の日本のアニメ撮影監督。

## 経歴
1934年（昭和9年）、現在の東京都葛飾区堀切の江戸切子細工の町工場に、切子職人の次男として生まれる。
東京写真大学短期大学部（現在の東京工芸大学）卒。
卒業後、東映動画（現、東映アニメーション）に入社。のち虫プロダクション、東京ムービー等に関係。
後、独立した動画撮影の専門会社としては日本初となる東京アニメーションフィルム（現・アニメフィルム）を設立。
以後、撮影監督等としてシンエイ動画作品他、様々なアニメーション作品に関わる。
体調を崩し、1983年（昭和58年）5月10日他界。
2008年 東京アニメアワード2008にて第4回功労賞表彰を受賞。

## 主な作品

### アニメ映画
- 巨人の星
- アタックNo.1
- ムーミン
- 赤胴鈴之助
- パンダコパンダ 等

### テレビアニメ
- ジャングル大帝
- 天才バカボン
- ど根性ガエル
- 未来少年コナン
- ドラえもん 等